# Odstock
Odstock – wieś w Anglii, w hrabstwie Wiltshire. Leży 5 km na południe od miasta Salisbury i 127 km na południowy zachód od Londynu.
Przy miejscowym kościele św. Marii znajduje się grób Joshuy Scampa - Roma niesłusznie powieszonego za kradzież konia w 1801 roku. Dla społeczności romskiej stał się on męczennikiem, a jej przedstawiciele co roku przybywali w rocznicę śmierci na grób Joshuy, po czym biesiadowali w istniejącej do dziś karczmie Yew Tree Inn. Według miejscowej legendy, gdy pewnego razu zamknięto przed nimi kościół, obłożyli wieś klątwą. W stojącym na drugim końcu wsi domu zwanym The Parsonage według miejscowej tradycji nocował niegdyś Oliver Cromwell.